# Nižný Žipov
Nižný Žipov es un municipio del distrito de Trebišov en la región de Košice, Eslovaquia, con una población estimada a final del año 2024 de 1496 habitantes.
Se encuentra ubicado al este de la región, en la cuenca hidrográfica del río Ondava (afluente del río Bodrog que, a su vez, lo es del Tisza), y cerca de la frontera con la región de Prešov y Hungría.

## Demografía
| Año        | 1994 | 2004     | 2014     | 2024    |
| ---------- | ---- | -------- | -------- | ------- |
| Población  | 1193 | 1350     | 1503     | 1496    |
| Diferencia |      | +13,16 % | +11,33 % | −0,46 % |

| Año        | 2023 | 2024    |
| ---------- | ---- | ------- |
| Población  | 1477 | 1496    |
| Diferencia |      | +1,28 % |